# Que Sera, Sera (Whatever Will Be, Will Be)
Que Sera, Sera (Whatever Will Be, Will Be) («Що буде, те буде») — пісня, написана піснярами Джеєм Лівінгстоном і Джеєм Евансом.
Вперше прозвучала у виконанні Доріс Дей у фільмі 1956 року режисера Альфреда Гічкока «Людина, що знала надто багато» (в якому Доріс Дей і Джеймс Стюарт грали головні ролі).

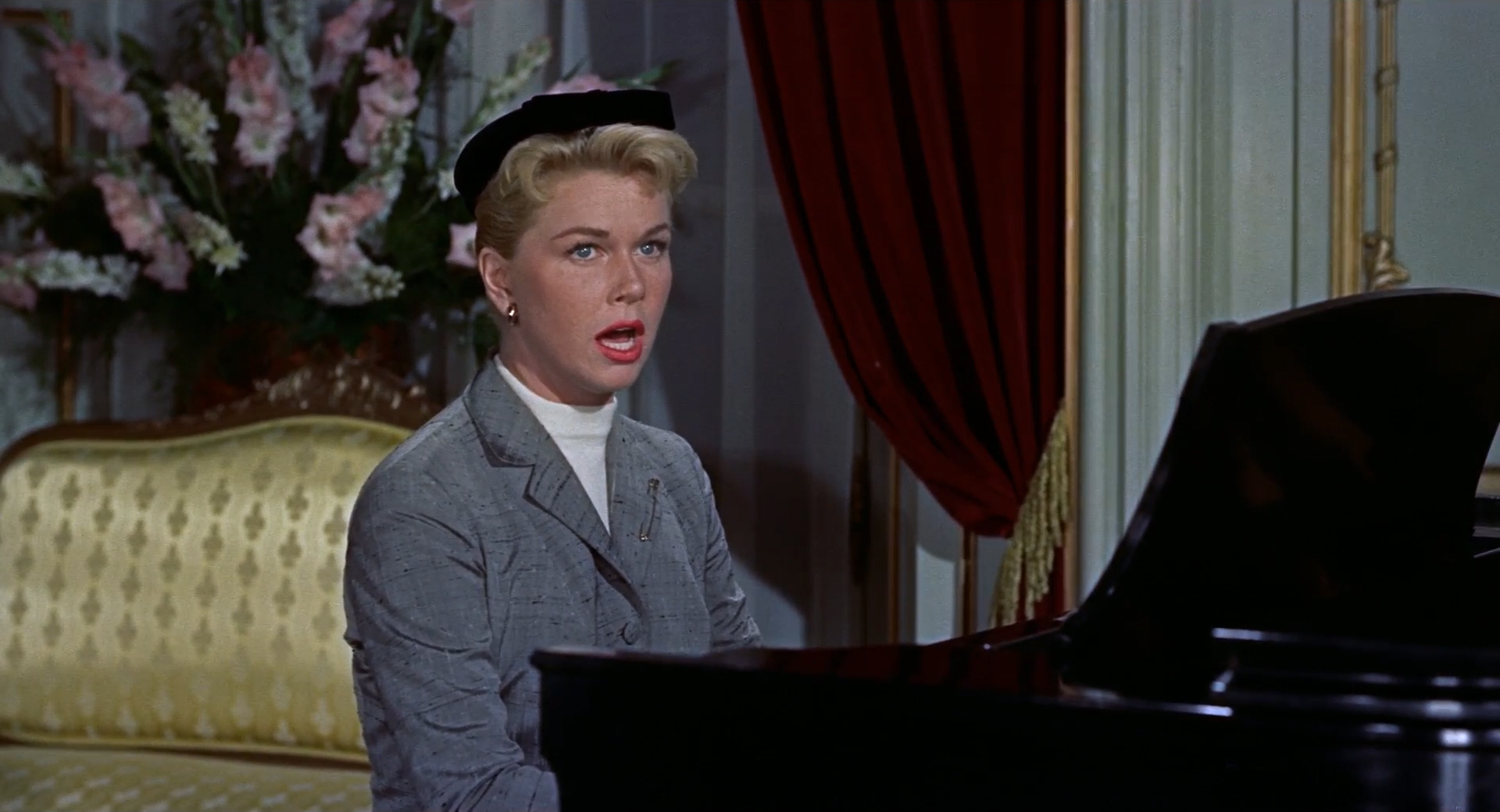
Доріс Дей співає пісню у фільмі «Людина, що знала надто багато». 1956 рік.

Пісня вийшла окремим синглом на Columbia Records (каталожний номер 40704) і добралася до 2 місця в США в Billboard Hot 100 і до 1 місця у Великій Британії в UK Singles Chart.
З 1968 по 1973 рік пісня була темою комедійного телесеріалу The Doris Day Show з Доріс Дей у головній ролі і стала візитною карткою співачки.
У пісні три куплети, які співачка виконує від першої особи. У першому куплеті дія розгортається, коли вона ще дитина, у другому — коли вона дівчина, а в третьому — коли вона сама мама. В кожному куплеті ставиться питання «Якою я буду?», «Що мене чекає попереду?» (у третьому куплеті це питання ставлять діти), а приспів відповідає: «Que sera, sera / Що буде, то буде / Ми не можемо бачити майбутнє / Que sera, sera / Що буде, те буде».
За підсумками 1956 року пісня отримала «Оскар» за найкращу оригінальну пісню до фільму. Для її авторів Лівінгстона і Еванса, що вже вигравали у цій категорії у 1948 і 1950 роках, цей «Оскар» став третім.
Пісня поширила фразу «que sera, sera» як англомовне вираження «життєрадісного фаталізму», хоча вона використовується щонайменше з XVI століття. Вислів не іспанський за походженням і не є граматично правильним у цій мові (було б «lo que será, será»). Існує також схожа на італійську мову форма «che sarà sarà». Схоже фраза виникла як неправильний дослівний переклад з англійської.